# Sarah Milesová
Sarah Milesová (nepřechýleně Miles, * 31. prosince 1941, Ingatestone, Essex, Anglie, Spojené království) je anglická herečka, sestra režiséra, scenáristy a filmového producenta Christophera Milese. Českému divákovi je patrně známa především americko-britské komedie Báječní muži na létajících strojích z roku 1965, kde hrála postavu jménem Patricia Rawnsley. Zahrála si i ve světoznámém snímku Zvětšenina italského režiséra Michelangela Antonioniho a v neméně známém snímku Jed režiséra Pierse Haggarda.

## Kariéra
Pochází z městečka Ingatestone v Essexu v jihovýchodní Anglii. Po studiích na dívčí škole a jazykové škole, v letech 1957 až 1960, tedy od svých 16 let, studovala balet a herectví na Královské akademii dramatických umění (Royal Academy of Dramatic Art, zkráceně: RADA).
Od počátku 60. let hrála na různých londýnských divadelních scénách, debutovala v Globe Theatre,
kde si zahrála v komedii Oslnivá vyhlídka, poté vystupovala v komedii Měsíc je modrý.
Ve filmu se poprvé objevila ve snímku Období zkoušek z roku 1962, kde si zahrála s britskou hereckou legendou
Laurencem Olivierem za níž byla jako nejlepší nováček poprvé nominována cenu BAFTA. V roce 1965 pak vysrupovala v komediálním snímku Báječní muži na létajících strojích a ve filmu Byla jsem tu šťastná.
V roce 1972 ztvárnila postavu britské aristokratky a spisovatelky Caroline Lambové v britském filmu Lady Caroline Lamb, jejíž velkou lásku G. G. Byrona zde ztvárnil herec Richard Chamberlain.

## Ocenění
- 1966 – První cena na Mezinárodním filmovém festivalu v San Sebastianu za hlavní roli v poetickém snímku Byla jsem tu šťastná (režie Desmond Davis)
- 1971 – nominace na Oscara, cenu BAFTA a Zlatý glóbus za film Ryanova dcera (režie David Lean)
- 1987 – nominace na cenu BAFTA za snímek Naděje a sláva

## Knihy
Napsala také tyto knihy:
- A Right Royal Bastard, ISBN 0-330-33142-6
- Beautiful Mourning, ISBN 0-7528-0140-6
- Bolt from the Blue, ISBN 0-7538-0229-5
- Serves Me Right, ISBN 0-333-60141-6

## Rodina
Hned dvakrát byla manželkou britského dramatika, scenáristy a režiséra Roberta Bolta, v letech (1967–1975) a (1988–1995).
Její bratr Christopher Miles je známý britský scenárista, režisér a filmový producent.
V roce 2012 oznámila, že po více než třicet let popíjí vlastní moč, neboť cítí, že se tak její zdraví v mnoha ohledech zlepšuje.

### Královské příbuzenstvo
Ona sama uvádí, že je (společně se svým bratrem Christopherem Milesem) po své matce pravnučkou prince Francise z Tecku, což byl bratr britské královny Marie z Tecku, babičky britské královny Alžběty II. Znamená to tedy, že královna Marie z Trecku (babička královny Alžběty II.) byla její prateta, její rodiče, vévoda Francis z Tecku a vévodkyně a princezna Mary Adelaide z Cambridge, pak jsou jejich společnými praprapředky. Kromě toho její pradědeček Francis z Tecku byl i pravnukem britského krále Jiřího III.